# Tiêu chuẩn ISO 9004:2009
Tiêu chuẩn ISO 9004: 2009 (Quản lý cho sự thành công lâu dài của tổ chức - Phương pháp tiếp cận trong quản lý chất lượng) là một tiêu chuẩn quốc tế trong Bộ tiêu chuẩn ISO 9000 nhằm hướng dẫn, hỗ trợ cho tổ chức đạt được thành công bền vững bằng việc tiếp cận quản lý chất lượng. Nó có thể áp dụng cho mọi tổ chức, bất kể quy mô, loại hình tổ chức hay hoạt động nào. Tiêu chuẩn này không nhằm mục đích cho việc chứng nhận, quy định hoặc làm hợp đồng.
Tiêu chuẩn ISO 9004: 2009 thay thế Tiêu chuẩn ISO 9004: 2000 - Hệ thống quản lý chất lượng - Hướng dẫn cải tiến. Tuy nhiên đã có bước phát triển khác biệt lớn so với ISO 9004:2000. 
Theo Bob Alisic, trưởng nhóm phụ trách soạn thảo tiêu chuẩn ISO 9004:2009 cho biết: "Trong khi mục tiêu ban đầu là đảm bảo sản xuất sản phẩm và dịch vụ tốt để đạt được sự hài lòng của khách hàng, thì mục đích dài hạn là đảm bảo sự tồn tại về kinh tế cho tổ chức. Phiên bản mới này hướng dẫn tổ chức cách thức tiếp cận một cách có hệ thống để đạt được điều này".

## Nội dung của tiêu chuẩn
Nội dung của Tiêu chuẩn ISO 9004: 2009 gồm 9 phần:
1 Phạm vi
2 Tiêu chuẩn viện dẫn.
3 Thuật ngữ và định nghĩa
4 Quản lý cho sự thành công lâu dài của tổ chức
4.1 Quy định chung
4.2 Thành công lâu dài
4.3 Môi trường của tổ chức
5 Chiến lược và chính sách
5.1 Quy định chung
5.2 Xây dựng chiến lược và chính sách
5.3 Triển khai chiến lược và chính sách
5.4 Thông tin chiến lược và chính sách.
6 Quản lý nguồn lực
6.1 Quy định chung
6.2 Nguồn lực tài chính.
6.3 Nhân lực trong tổ chức
6.4 Các nhà cung cấp và đối tác
6.5 Cơ sở hạ tầng
6.6 Môi trường làm việc
6.7 Kiến thức, thông tin và công nghệ
6.8 Tài nguyên thiên nhiên
7 Quá trình quản lý
7.1 Quy định chung
7.2 Quá trình lập kế hoạch và kiểm soát
7.3 Trách nhiệm và quyền hạn
8 giám sát, đo lường, phân tích và đánh giá
8.1 Khái quát
8.2 Giám sát
8.3 Đo lường
8.4 Phân tích.
8.5 Xem xét các thông tin từ giám sát, đo lường và phân tích
9 Cải tiến, đổi mới và học tập
9.1 Quy định chung
9.2 Cải tiến
9.3 Đổi mới
9.4 Học hỏi

## ISO 9001: 2008 và ISO 9004:2009
So với ISO 9001:2008, là đảm bảo quản lý chất lượng sản phẩm và dịch vụ, đồng thời tăng cường sự hài lòng khách hàng, thì ISO 9004:2009 cho một cái nhìn rộng hơn về quản lý chất lượng, đặc biệt là cải thiện hiệu suất. Tiêu chuẩn này sẽ hữu ích cho các tổ chức mà các nhà quản lý cao cấp có mong muốn cải tiến liên tục vượt qua ISO 9001, được đo lường thông qua sự hài lòng của khách hàng và các bên liên quan.
Mặc dù ISO 9004:2009 bổ sung cho ISO 9001:2008 và ngược lại, nhưng nó cũng có thể được sử dụng độc lập. Tiêu chuẩn này không dùng cho bên thứ ba chứng nhận, lập quy, hoặc sử dụng trong hợp đồng, cũng không phải là hướng dẫn để thực hiện ISO 9001:2008. Trong tiêu chuẩn ISO 9004: có một phụ lục được đính kèm, tương ứng theo từng khoản mục giữa ISO 9001:2008 và ISO 9004:2009 sẽ giúp cho người sử dụng áp dụng tiêu chuẩn này một cách tốt nhất.